# Biopunk
Biopunk (một từ ghép của " công nghệ sinh học " hay " sinh học " và " tiểu văn hóa punk ") là một thể loại của khoa học viễn tưởng mà tập trung vào công nghệ sinh học. Nó có nguồn gốc từ cyberpunk, nhưng tập trung vào ý nghĩa của công nghệ sinh học hơn là công nghệ thông tin. Biopunk quan tâm đến sinh học tổng hợp. Nó có nguồn gốc từ cyberpunk liên quan đến hacker sinh học, tức là ám chỉ các tập đoàn công nghệ sinh học lớn và các cơ quan chính phủ có khả năng thao túng DNA của con người. Chịu ảnh hưởng của bầu không khí đen tối của cyberpunk, biopunk thường phơi bày những mảng tối của kỹ thuật di truyền và đại diện cho hạ tầng của công nghệ sinh học.

## Mô tả

Bìa của Ribofunk của Paul Di Filippo, một tuyển tập truyện biopunk.

Biopunk là một thể loại của khoa học viễn tưởng liên quan mật thiết đến cyberpunk tập trung vào các hậu quả trong tương lai gần (thường là ngoài ý muốn) của cuộc cách mạng công nghệ sinh học sau khi phát minh ra DNA tái tổ hợp. Câu chuyện Biopunk thường khám phá những cuộc đấu tranh của các cá nhân hoặc tổ chức, thường là kết quả của các cuộc thử nghiệm trên người, chống lại một phản địa đàng điển hình mà ẩn đằng sau nó là một chế độ độc tài và siêu cấp tập đoàn (megacorporations) lạm dụng công nghệ sinh học như các phương tiện kiểm soát xã hội và trục lợi. Không giống như cyberpunk, nó xây dựng không phải trên công nghệ thông tin, mà dựa trên sinh học tổng hợp. Như trong các tác phẩm hậu cyberpunk viễn tưởng, các cá nhân thường được sửa đổi và nâng cấp không phải bằng cyberware, mà bằng liệu pháp gen. Một đặc điểm chung của biopunk viễn tưởng là "phòng khám đen", một kiểu phòng thí nghiệm, phòng khám, hoặc bệnh viện bất hợp pháp, không được kiểm soát, hoặc  bị nghi ngờ về mặt đạo đức khi tiến hành cải tạo thân thể và kỹ thuật di truyền. Nhiều khía cạnh của biopunk viễn tưởng có nguồn gốc từ Neucromancer của William Gibson, một trong những tiểu thuyết cyberpunk đầu tiên.
Một trong những nhà văn nổi bật trong lĩnh vực này là Paul Di Filippo, mặc dù ông gọi bộ sưu tập những câu chuyện như vậy là ribofunk, một sự pha trộn giữa "ribosome" và "funk".
Di Filippo gợi ý rằng tiền thân của tiểu thuyết biopunk bao gồm The Island of Doctor Moreau của HG Wells; The Tissue-Culture King của Julian Huxley; một số tác phẩm của David H. Keller, Natural State and Other Stories của Damon Knight;Gravy Planet của Frederik Pohl và Cyril M. Kornbluth; tiểu thuyết của TJ Bass và John Varley; Blood Music của Greg Bear và Schismatrix của Bruce Sterling. Những câu chuyện của Cordwainer Smith, bao gồm "Scanners Live in Vain" đầu tiên và nổi tiếng nhất của ông, cũng báo trước các chủ đề biopunk.

## Liên kết ngoại
- Hackteria.org, một cộng đồng dành cho các nghệ sĩ biopunk.